# Віктор Генев
Віктор Генев (болг. Виктор Генев, нар. 27 жовтня 1988, Софія) — болгарський футболіст, захисник клубу «Динамо» (Мінськ).

## Клубна кар'єра
Народився 27 жовтня 1988 року в місті Софія. Вихованець футбольної школи клубу «Левскі». Дорослу футбольну кар'єру розпочав 2007 року в основній команді того ж клубу, проте майже відразу був відданий в оренду в «Монтану».
В кінці року повернувся до «Левскі», у якому став інколи виходити в основному складі, провівши за два з половиною роки 22 матчі в національному чемпіонаті.
Своєю грою привернув увагу представників тренерського штабу «Славії» (Софія), до складу якого приєднався 23 червня 2010 року. Відіграв за команду з Софії наступний сезон своєї ігрової кар'єри. Більшість часу, проведеного у складі софійської «Славії», був основним гравцем захисту команди.
21 червня 2011 підписав орендну угоду з самарськими «Крилами Рад», розраховану на один рік, але не пробився до основи, зігравши за півроку лише два матчі в чемпіонаті, тому взимку покинув Росію.
У січні 2012 року на правах оренди до кінця сезону перейшов в «Олександрію», проте не зміг допомогти команді зберегти прописку в еліті і влітку того ж року повернувся до «Славії».
В січні 2014 року став гравцем казахстанського клубу «Спартак» (Семей), де провів увесь наступний сезон, за результатами якого «спартачі» зайняли останнє 12-те місце в чемпіонаті і покинули Прем'єр-лігу. Після цього в кінці того ж року Віктор покинув клуб.
26 лютого 2015 року Генев підписав контракт з клубом шотландської прем'єр-ліги «Сент-Міррен» до кінця сезону. Проте і тут болгарський захисник надовго не затримався — влітку того ж року «святі» вилетіли в шотландський чемпіоншіп і Генев покинув команду.
У вересні 2015 року приєднався до румунського «Петролула», де грав до кінця року, після чого у лютому 2016 року підписав контракт з мінським «Динамо»..

## Виступи за збірну
Протягом 2008–2009 років залучався до складу молодіжної збірної Болгарії. На молодіжному рівні зіграв у 8 офіційних матчах, забив 2 голи.
11 листопада 2010 року головний тренер національної збірної Лотар Маттеус викликав Генева для підготовки до матчу зі збірною Сербії, але на поле Віктор так і не вийшов.

## Досягнення
- Чемпіон Болгарії (1):

«Левскі»: 2008-09
- Володар Кубка Болгарії (1):

«Ботев»: 2016-17
- Володар Суперкубка Болгарії (3):

«Левскі»: 2007, 2009
«Ботев»: 2017